# The Best (album Karceru)
The Best – drugi album zespołu Karcer wydany w 1992 przez wydawnictwo Kaszana Factory. W jego skład wchodzą nagrania demo z lat 80. znane wcześniej z taśm rozprowadzanych przez sam zespół ("Fermentsound").

## Lista utworów
1. "Nowe lepsze czasy"
2. "2000 lat"
3. "Kołysanka"
4. "Niewolnik elektronów"
5. "Wirujące miasta"
6. "Oto jestem"
7. "Przeżyjemy"
8. "Jola je t'aime"
9. "Łon"
10. "Przyjdź do nas po śmierć"
11. "Skinheads"
12. "Futurismus onanismus"
13. "Rewolucyjny walczyk"
14. "Samobójca"
15. "Młodość walcząca"

## Skład
- różne składy